# Pomphorhynchus rocci
Pomphorhynchus rocci is een soort in de taxonomische indeling van de Acanthocephala (haakwormen). De worm wordt meestal 1 tot 2 cm lang. Ze komen algemeen voor in het maag-darmstelsel van ongewervelden, vissen, amfibieën, vogels en zoogdieren.
De haakworm komt uit het geslacht Pomphorhynchus en behoort tot de familie Pomphorhynchidae. Pomphorhynchus rocci werd in 1967 beschreven door Cordonnier & Ward.